# Groove Factory
GROOVE FACTORY（グルーヴ ファクトリー）は、2008年4月6日から2009年3月29日までミュージックバードSPACE DIVA126CH COMMUNITYで放送されていた番組。放送時間は、毎週日曜日の22:00-23:55（JST）。また、一部のコミュニティ放送局でもネットされていたほか、公式ブログで、WEB放送もしている。

## 概要
「進化し続けるアクティヴなラジオ番組」（ディレクター・D141の発言より）をコンセプトに、毎回様々なゲストを迎えトークを繰り広げていく。スタート当初のパーソナリティは原絵里。2008年10月5日から相方不在のさなと吉野ももみに交替。
23時台前半は、リスナーからのメッセージを中心にトークを展開。爆弾発言や、放送コードギリギリのトークが出ることもある。

## 出演者
- 相方不在

### 過去の出演者
- 原絵里
- 福元愼一
- D141 （現在は本番組のディレクター）

## タイムテーブル
※2008年10月以降
- 22:00-22:05 オープニング
- 22:10-22:45 ゲストトーク or リスナーメッセージ紹介
- 22:45-22:48
- 22:55-22:00 リスナーメッセージ紹介・22時台エンディングトーク
- 23:00-23:08 23時台オープニングトーク・メッセージ紹介
- 23:10-23:30 リスナーメッセージ紹介
- 23:45-23:48 即興ぴんく小説
- 23:50-23:55 エンディング

## コーナー
- 即興ぴんく小説

リスナーから送られて来たちょっとエッチなメッセージを紹介。

### 過去のコーナー
- 原絵里のお散歩（2008年4月～2008年9月、22:45～22:48頃）
- ニッポン縦断愼ちゃん音頭（2008年4月～2008年9月、22:30～22:50頃）

福元愼一と進行。全国のご当地お祭りソングとその街の紹介が中心となっていた。